# Bolax albopilosa
Bolax albopilosa är en skalbaggsart som beskrevs av Ohaus 1917. Bolax albopilosa ingår i släktet Bolax och familjen Rutelidae. Inga underarter finns listade.